# KDE
KDE є міжнародною спільнотою яка розробляє вільне програмне забезпечення. Як головний центр розробки, вона надає інструменти та ресурси, які дозволяють спільну роботу над цим видом програмного забезпечення. До відомих продуктів належать KDE Plasma 5, KDE Frameworks та багато з кросплатформних програм, таких як Krita чи digiKam, призначений для запуску на Unix і Unix-like стільницях, та на Android.
Plasma є типовим середовищем стільниці на багатьох дистрибутивах Linux, наприклад, openSUSE, ⁣ Manjaro Linux, Kubuntu, PCLinuxOS.

## Огляд
Спільноту KDE та її роботу можна виміряти на наступних моментах:
- KDE є однією з найбільших спільнот, що розвиває вільне програмне забезпечення[5];
- понад 2500 учасників беруть участь у розробці програмного забезпечення KDE.[5] Близько 20 нових розробників кожен місяць вносять свій перший код[5];
- програмне забезпечення KDE складається з понад 6 мільйонів рядків коду (не включаючи Qt)[5];
- програмне забезпечення KDE було перекладено на більш ніж 108 мов[6];
- програмне забезпечення KDE доступне на більш ніж 114 офіційних FTP-дзеркалах у більш ніж 34 країнах[7];
- у всіх репозиторіях можна знайти дзеркало для читання Github[8].

## KDE Projects
Є багато відомих проєктів вільного програмного забезпечення, розроблених і підтримуваних спільнотою KDE.
Проєкт, який раніше називався  KDE  або KDE Software Compilation нині складається з трьох частин:
- KDE Plasma — інтерфейс платформи для різних робочих областей, таких як Plasma Desktop або Plasma Mobile;
- KDE Frameworks — колекція з більш ніж 70 безплатних бібліотек, побудованих поверх Qt (раніше відомий як 'kdelibs' або 'KDE Platform');
- KDE Applications.

### KDE Plasma

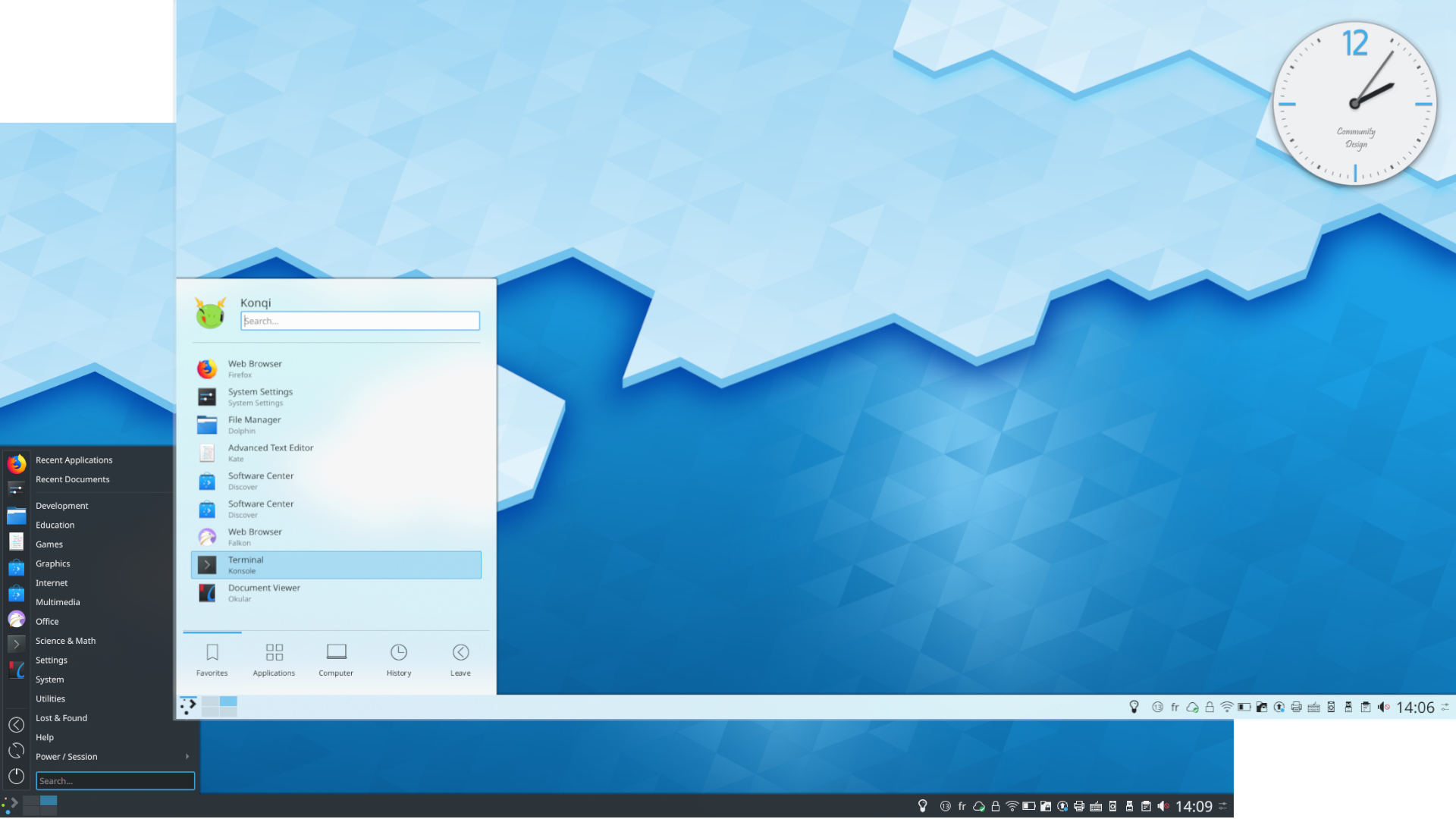
KDE Plasma 5.16 світла та темна тема

KDE Plasma це технологія інтерфейсу користувача, яку можна легко налаштувати для роботи на різних формфакторах, таких як настільні комп'ютери, нетбуки, планшети та смартфони або навіть вбудовані пристрої.
Бренд  'Plasma'  для графічних робочих просторів був введений з KDE SC 4.4.
Під час четвертої серії, крім Plasma 4 робоча область називалась Plasma Netbook і Plasma Active.[невдало сформульовано]
Остання версія — Plasma 5 — містить такі робочі області:
- Plasma Desktop — для обчислювальних пристроїв, керованих мишкою або клавіатурою, таких як настільні комп'ютери або ноутбуки;
- Plasma Mobile — для смартфонів;
- Plasma Minishell — для вбудованих і сенсорних пристроїв, ⁣[11] як IoT або автомобілів;
- Plasma Media Center — для телевізорів.

### KDE Frameworks
KDE Frameworks надають більше ніж 70 безплатний і відкритих бібліотек, побудованих поверх Qt. Вони є основою для KDE Plasma і більшості програм KDE, але можуть бути частиною будь-якого проєкту, який хотів би використовувати один або кілька його модулів.

#### Kirigami
Kirigami є рамкою додатків Qml, розроблений Марко Мартін, і дозволяє розробникам писати програми, які виконуються на самому початку в Android, iOS, Plasma Mobile або будь-якому іншому класичному середовищі Linux без коректування коду.
Він використовується, наприклад, Лінусом Торвальдсом і додатком для підводного плавання під водою Дірка Хохндельса, клієнтом месенджера Banji, ⁣ Kaidan месенджера та центром програмного забезпечення KDE Discover.[невдало сформульовано]

#### Прив'язки
Хоча в основному все написано на C ++, є багато прив'язок для інших доступних мов програмування:
- Python,
- Ruby (Korundum, built on top of QtRuby),
- Perl,
- C# (однак поточний фреймворк для прив'язки до мов C# та інших .Net застарілий, а заміна лише компілюється на Windows)[17].

Ці та інші прив'язки використовують наступні технології:
- Smoke: для створення прив'язок для Ruby, C# and PHP;
- SIP: для створення прив'язок для Python;Krita 4.0 pre-alpha скриншот

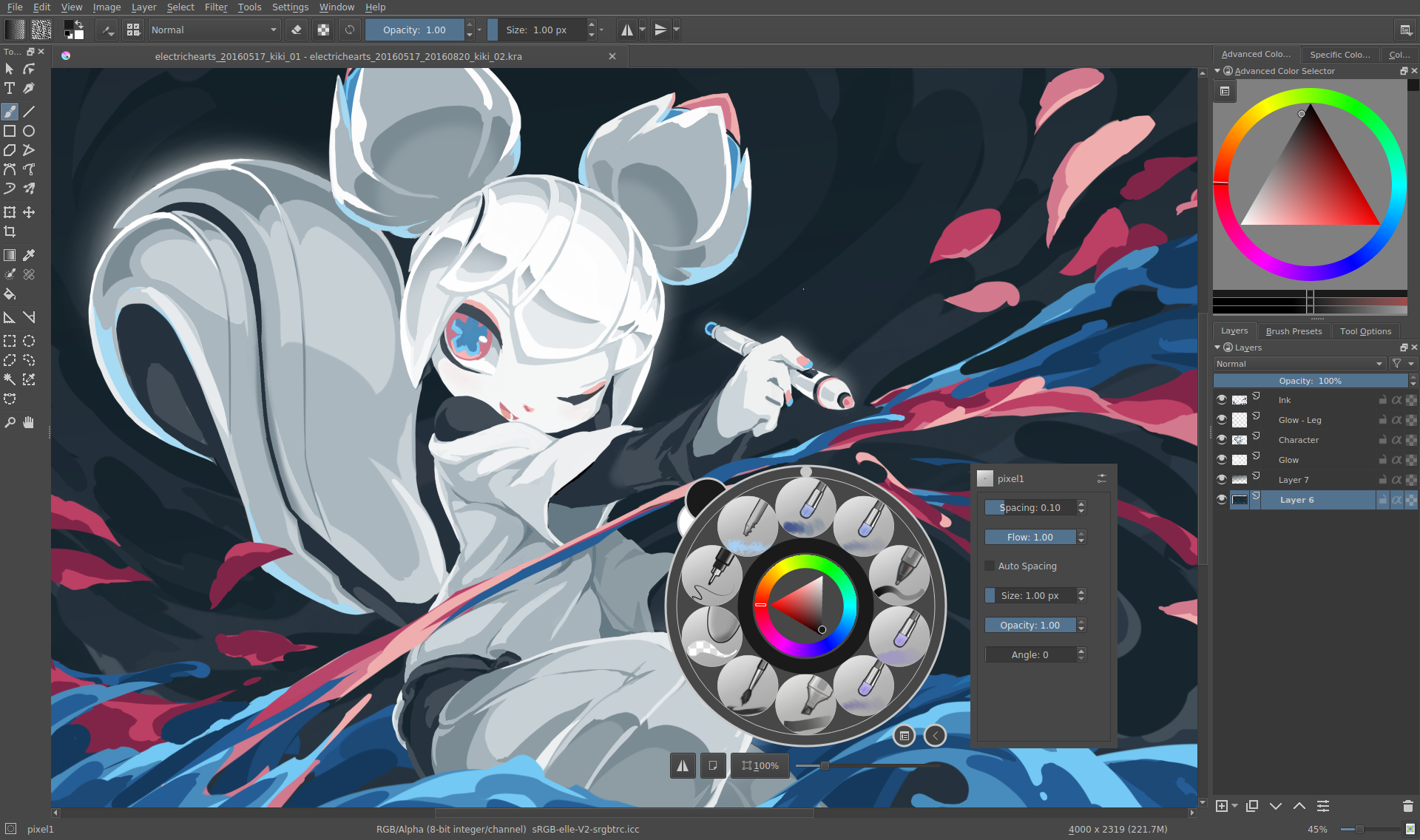
Krita 4.0 pre-alpha скриншот

- Kross: Вбудовані сценарії для C ++ додатків, з підтримкою Ruby, Python, JavaScript, QtScript, Falcon та Java.

#### Історія

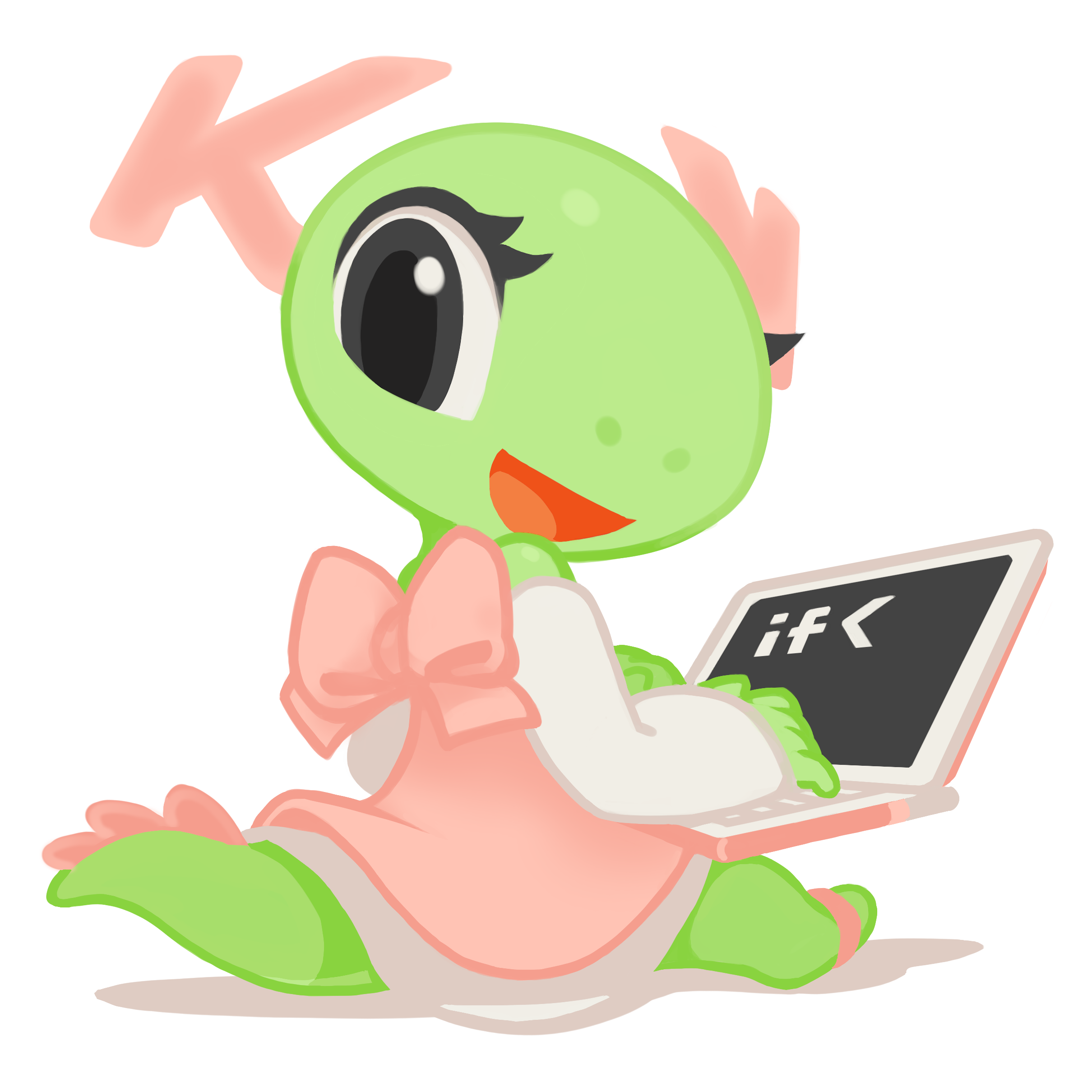
Katie — символ участі жінок у розробці

Під час KDE SC 4, так звані KDE Platform складався з усіх бібліотек і служб, необхідних для KDE Plasma і додатків.[невдало сформульовано] Починаючи з Qt 5, ця платформа була перетворена на набір модулів, який тепер називають KDE Frameworks. Ці модулі включають: Solid, Nepomuk, Phonon і т. д., і мають ліцензію LGPL, BSD, MIT або X11.

### KDE Applications
KDE Applications — це комплект програмного забезпечення, що є частиною офіційного випуску KDE-додатків. Таких як Okular, Dolphin або Kdenlive, вони побудовані на KDE Frameworks і випущені на 4 місяці з нумерацією версій, що складається з YY.MM (наприклад, 18.12).

### Інші проєкти

#### Extragear
Програмне забезпечення, яке не є частиною офіційного пакета програм KDE, можна знайти в розділі «Extragear». Вони виходять за власним графіком і мають власні номери версій.
Є багато таких програм, наприклад KTorrent, Krita або Amarok які в основному розроблені для перенесення між операційними системами і розгортаються незалежно від конкретної робочої області або середовища робочого столу. Деякі проєкти складаються з декількох додатків, таких як Calligra Suite або Kontact.

#### KDE neon
KDE neon це сховище програмного забезпечення, яке використовує Ubuntu LTS як основу. Вона спрямована на те, щоб забезпечити користувачів швидко оновлюваним програмним забезпеченням Qt і KDE, при цьому оновлення решти компонентів ОС з репозиторіїв Ubuntu здійснюється звичайними темпами.
KDE стверджує, що це не дистрибутив KDE, а найновіший архів пакетів KDE і Qt.
Існує «User» і два «Developer» видання KDE Neon.

#### WikiToLearn
WikiToLearn, скорочено WTL, є одним з нових зусиль KDE. Це вікі (на основі MediaWiki, як Вікіпедія), що забезпечує платформу для створення та спільного використання підручників з відкритим вихідним кодом. Ідея полягає в тому, щоб мати величезну бібліотеку підручників для всіх. Її коріння починаються з Державного Університету Мілану, де група фізиків хотіла поділитися нотатками, а потім вирішила, що краще робити нотатки для всіх, а не тільки для їхньої внутрішньої групи друзів. Вони стали офіційним проєктом KDE, і його підтримали декілька університетів.

## Структура спільноти

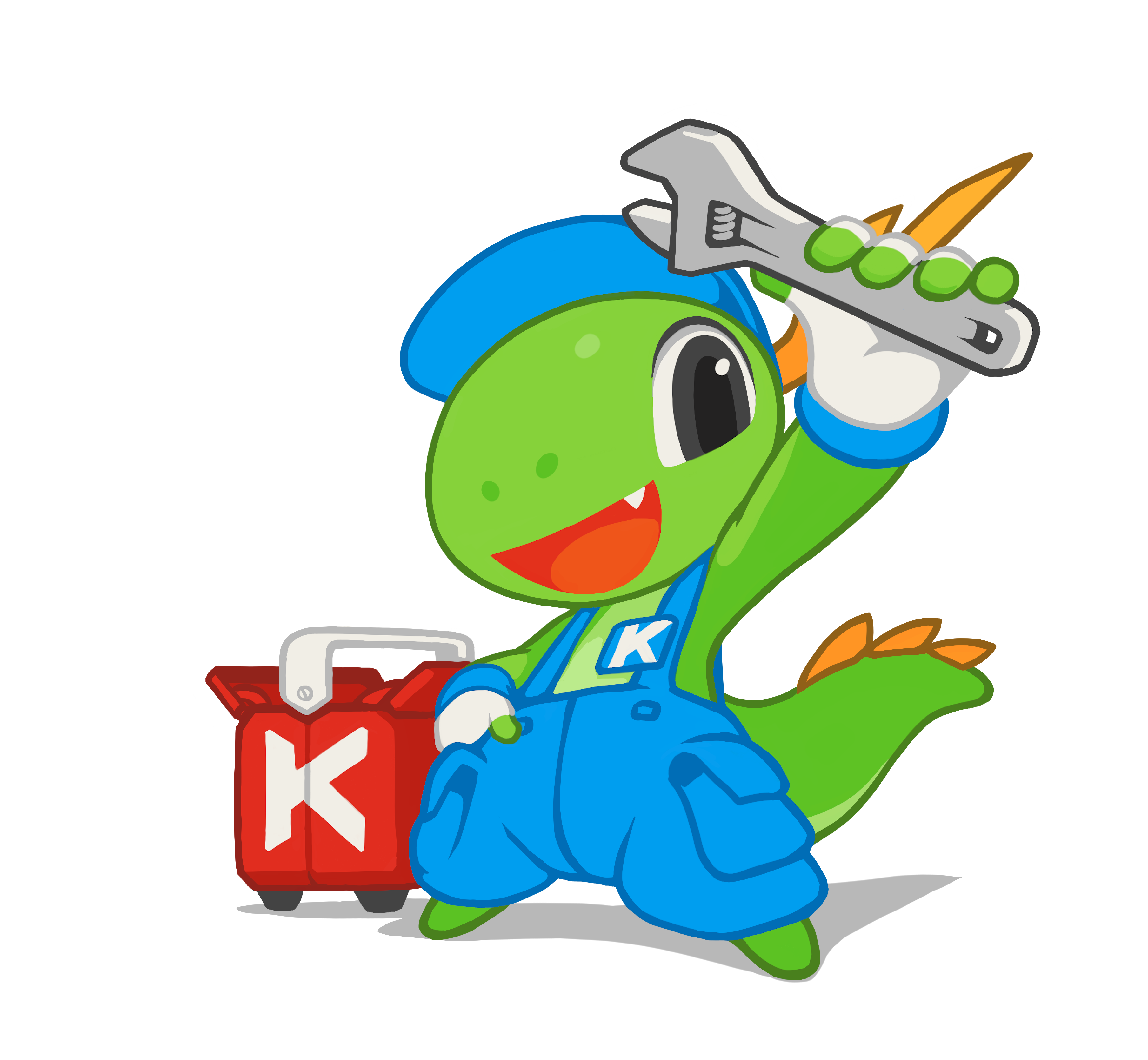
Konqi як символ утиліт

### Талісман

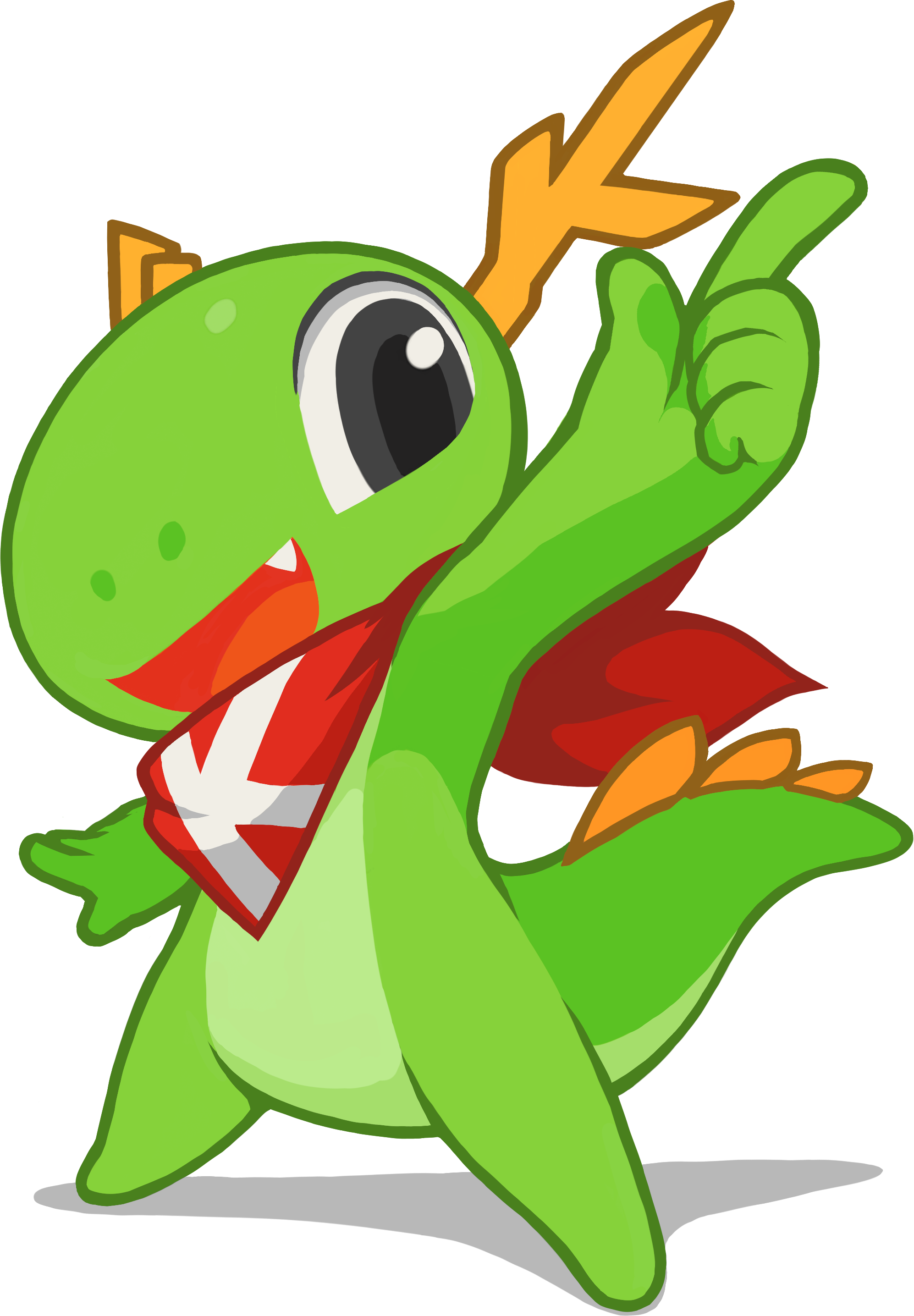
Konqi, зелений дракон

Талісман спільноти KDE це малий веселий зелений дракон, якого зовуть Konqi (Конкі).

## Історія

### Початок

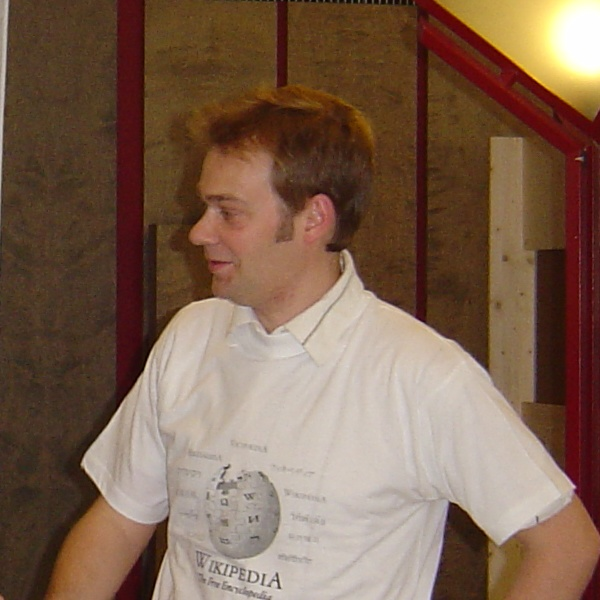
Маттіас Еттріх, засновник KDE

KDE (тоді називався K(ool) Desktop Environment) була заснована в 1996 році Маттіасом Еттріхом, студентом з Тюбінгенського університету. У той час його турбували певні аспекти робочого стола Unix. Серед його турбот було те, що кожна з програм виглядала, відчувалася або працювала одинаково. Він запропонував створити не просто набір додатків, а робоче середовище, у якому користувачі могли б очікувати, що речі будуть виглядати, відчуватися і працювати послідовно. Він також хотів зробити цей робочий стіл простим у використанні; одна з його скарг на настільні програми того часу полягала в тому, що вони були занадто складними для кінцевих користувачів. Його перший пост в Usenet викликав великий інтерес — так народився проєкт KDE.
Ім'я KDE було задумане як гра слів від існуючого Common Desktop Environment (CDE), що було доступне для Unix систем. CDE було створено середовище користувача X11, спільно розроблене HP, IBM і Sun через консорціум X/Open, з інтерфейсом і інструментами підвищення продуктивності на основі Motif — графічного інструментарія віджетів. Він мав бути інтуїтивно простим у використанні настільним комп'ютерним середовищем. Спочатку замість K було запропоновано застосовувати «Kool», але швидко вирішили, що з K не варто нічого робити. Тому KDE ініціалізм розширений до «K Desktop Environment» до того, як він був повністю відкинутий на користь KDE = Спільнота завдяки зусиллям ребрендингу.[невдало сформульовано]

### Репозиціонування бренду
24 листопада 2009 року Команда маркетингу KDE оголосила про ребрендинг компонентів проєкту KDE, мотивованих сприйнятим переходом від побудови середовища робочого столу до більш широкого проєкту навколо «спільноти людей, які створюють програмне забезпечення». Ребрендинг зосереджувався на знищенні акценту на середовищі робочого столу як на «просто іншому продукті», підкреслюючи як спільноту, так і інші технології, що надаються в якості програмного забезпечення KDE. Те, що раніше називалося KDE 4, розділилося на три частини: KDE Plasma Workspaces, KDE Applications, та KDE Platform (тепер KDE Frameworks) — у сукупності, як «KDE Software Compilation 4» (скорочено «KDE SC 4»). Сьогодні назва «KDE» більше не означає «K Desktop Environment», для спільноти, яка виробляє програмне забезпечення.

### Історія Випусків
| Версія                     | Дата                | Інформация                                                                    |
| -------------------------- | ------------------- | ----------------------------------------------------------------------------- |
|                            | 14 жовтня, 1996     | Оголошена розробка KDE                                                        |
| K Desktop Environment 1    | 12 липня, 1998      |                                                                               |
| K Desktop Environment 2    | 23 жовтня, 2000     |                                                                               |
| K Desktop Environment 3    | 3 квітня, 2002      |                                                                               |
| KDE Software Compilation 4 | 11 червня, 2008     |                                                                               |
| KDE Plasma 5               | 15 липня, 2014      | Колишні KDE/KDE SC розділені на KDE Plasma, KDE Frameworks і KDE Applications |
| KDE Plasma 6               | початок лютого 2024 | Без значних змін в архітектурі. Сесія Wayland за замовченням.                 |

## Контакти
Зв'язатися з розробниками ви можете у Matrix. KDE має кімнату й українською мовою:https://matrix.to/#/#kde-ukr:kde.org

## Виноски
1. ↑  KDE e.V.
2. ↑  About KDE. Архів оригіналу за 7 липня 2019. Процитовано 25 січня 2012.
3. 1 2  KDE Kirigami. KDE. Архів оригіналу за 29 липня 2019. Процитовано 25 листопада 2018.
4. ↑  Ryan Paul (21 серпня 2009). OpenSUSE community konfesses love for KDE, makes it default. Condé Nast Digital. Ars technica. Архів оригіналу за 9 травня 2012. Процитовано 28 листопада 2010.
5. 1 2 3 4  KDE – Press page. KDE. Архів оригіналу за 8 липня 2019. Процитовано 10 січня 2019.
6. ↑  KDE Localization statistics. 5 листопада 2010. Архів оригіналу за 12 січня 2016. Процитовано 6 листопада 2010.
7. ↑  the status of KDE mirrors. Архів оригіналу за 23 листопада 2010. Процитовано 6 листопада 2010. {{cite web}}: Cite має пустий невідомий параметр: |df= (довідка) [Архівовано 2010-11-23 у Wayback Machine.]
8. ↑  KDE Github Mirror. github.com. Архів оригіналу за 23 листопада 2020. Процитовано 13 червня 2019.
9. ↑  The KDE Workspaces. Архів оригіналу за 30 січня 2017. Процитовано 4 грудня 2010.
10. ↑  Artur Souza (3 грудня 2010). KDE's Mobile Team Meets for First Sprint. KDE. KDE.NEWS. Архів оригіналу за 9 листопада 2020. Процитовано 1 січня 2011.
11. ↑  Архівована копія. Архів оригіналу за 8 квітня 2019. Процитовано 13 червня 2019.{{cite web}}:  Обслуговування CS1: Сторінки з текстом «archived copy» як значення параметру title (посилання) [Архівовано 2019-04-08 у Wayback Machine.]
12. ↑  Архівована копія. Архів оригіналу за 30 квітня 2019. Процитовано 13 червня 2019.{{cite web}}:  Обслуговування CS1: Сторінки з текстом «archived copy» як значення параметру title (посилання)
13. ↑  Banji (Ring-KDE) new skin on desktop Linux and Android. YouTube. Elv1313. 1 березня 2019. Архів оригіналу за 8 серпня 2021. Процитовано 4 травня 2021.
14. ↑  Архівована копія. Архів оригіналу за 26 квітня 2019. Процитовано 13 червня 2019.{{cite web}}:  Обслуговування CS1: Сторінки з текстом «archived copy» як значення параметру title (посилання)
15. ↑  The KDE development platform. Архів оригіналу за 3 жовтня 2018. Процитовано 26 листопада 2010.
16. ↑  Development/Languages — KDE TechBase [Архівовано 3 лютого 2021 у Wayback Machine.]. Techbase.kde.org (2012-07-12). Retrieved on 2013-07-17.
17. ↑  Qyoto. Архів оригіналу за 27 листопада 2020. Процитовано 18 січня 2015.
18. ↑  KDE Licensing Policy. Архів оригіналу за 16 грудня 2010. Процитовано 6 листопада 2010.
19. ↑  KDE neon. KDE. Архів оригіналу за 9 січня 2018. Процитовано 20 червня 2016.
20. ↑  Q&A: Jonathan Riddell on the release of KDE neon User Edition 5.6. CIO.com. 9 червня 2016. Архів оригіналу за 4 листопада 2018. Процитовано 20 червня 2016. [Архівовано 2018-11-04 у Wayback Machine.]
21. ↑  KDE-Clipart page. Архів оригіналу за 27 червня 2019. Процитовано 20 листопада 2010.
22. ↑  Ettrich, Matthias (14 жовтня 1996). New Project: Kool Desktop Environment (KDE). Група новин: de.comp.os.linux.misc. Usenet: 53tkvv$b4j@newsserv.zdv.uni-tuebingen.de. Процитовано 4 грудня 2010. Архівована копія. Архів оригіналу за 30 травня 2013. Процитовано 13 червня 2019.{{cite web}}:  Обслуговування CS1: Сторінки з текстом «archived copy» як значення параметру title (посилання)
23. ↑  COSE Update FYI. Архів оригіналу за 7 лютого 2012. Процитовано 6 листопада 2010. {{cite web}}: Cite має пустий невідомий параметр: |df= (довідка) [Архівовано 2012-02-07 у Wayback Machine.]
24. ↑  Stuart Jarvis (24 листопада 2009). Repositioning the KDE Brand. KDE. KDE.NEWS. Архів оригіналу за 3 грудня 2020. Процитовано 13 листопада 2010.
25. ↑  Jos Poortvliet (16 липня 2014). Repositioning the KDE Brand. Архів оригіналу за 19 липня 2014. Процитовано 27 липня 2014.
26. ↑  Plasma/Plasma 6 - KDE Community Wiki. community.kde.org. Процитовано 2 жовтня 2023.
27. ↑  You're invited to talk on Matrix. matrix.to. Процитовано 30 квітня 2025.